# Tierpark Essehof
Koordinaten: 52° 18′ 22″ N, 10° 39′ 54″ O
Der Tierpark Essehof ist ein kleiner Zoo in Essehof, einem Ortsteil von Lehre in Niedersachsen. Er liegt etwa 15 Kilometer von Braunschweig entfernt in einem Wald unmittelbar an der A 2. Die nächste Ausfahrt (Lehre aus Fahrtrichtung Hannover, Braunschweig-Ost/Lehre aus Fahrtrichtung Berlin) ist rund zwei Kilometer entfernt. Der Zoo Braunschweig bezeichnet sich als Schwesterzoo.
Im Eingangsbereich des Parks befindet sich ein Gewässerlehrpfad mit fünf Teichen, einer 30 Meter langen Eichenbrücke und einer Unterwasserstation, die einen Einblick drei Meter unter die Teichoberfläche zulässt.
Im Tierpark werden verschiedene einheimische Wildtiere wie Luchse, Uhus und Damwild sowie einige Haustierrassen (Rinder, Toggenburger Ziegen, Zackelschafe, Zwerg- und Zamorano-Leones-Riesenesel) gehalten.
Exoten werden in Anlagen entsprechend ihrem ursprünglichen Herkunftskontinent gezeigt. So leben Strauße, Zebras und Watussirinder auf der Afrika-Anlage sowie Emus und Kängurus auf der 2007 fertiggestellten, begehbaren Australienanlage. Im Südamerikateil werden Nandus, Alpakas und Große Maras gezeigt.
Der Park wurde am Karfreitag 1968 eröffnet und ist seit 1991 in Privatbesitz der Familie Wilhelm. Seither wurden alle Gehege renoviert.